# Guerra del Emú
La Guerra del Emú (en inglés: Emu war), también conocida como la Gran Guerra Emú, fue una operación militar de control de vida salvaje que se llevó a cabo en Australia Occidental a finales de 1932 para atajar la preocupación pública causada por un creciente número de emús al oeste de Australia. Los infructuosos intentos de contener a la población de emús, una gran ave no voladora y que es endémica de Australia, fueron llevados a cabo por soldados armados con ametralladoras Lewis. Este incidente llevó a los medios de la época a adoptar el nombre de «Guerra del Emú» en tono satírico cuando se referían a la operación.

## Antecedentes

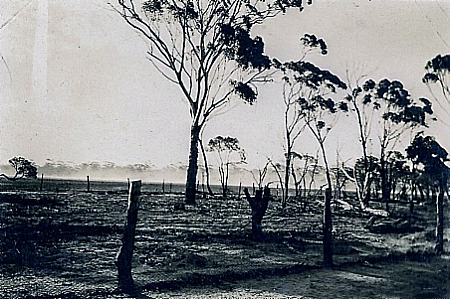
Destrozos causados por los emús

Después de la Primera Guerra Mundial, un gran número de soldados veteranos australianos, junto a un número de veteranos británicos, se instaló en una región rural de Australia Occidental, a menudo en áreas marginales. Con el inicio de la Gran Depresión en 1929, estos agricultores fueron alentados a incrementar sus parcelas de trigo mientras que el gobierno prometió la asistencia en forma de subsidios, que nunca se llevaron a cabo. A pesar de las recomendaciones y de los subsidios prometidos, los precios del trigo siguieron cayendo, y en octubre de 1932 los problemas se intensificaron cuando los agricultores, que se preparaban para iniciar la cosecha de la temporada, amenazaron con negarse a ceder el trigo.
Las dificultades a las que se enfrentaban los agricultores se incrementaron con la llegada de hasta 20 000 emús. Los emús emigran regularmente después de su época de cría, dirigiéndose a la costa desde las regiones interiores. Los emús descubrieron que las tierras cultivadas eran un buen hábitat y comenzaron a incursionar en el territorio rural, en particular las tierras agrícolas marginales alrededor de Chandler y Walgoolan. Los emús consumieron y echaron a perder las cosechas, que ya de por sí contaban con una muy mala calidad. Además produjeron grandes hoyos en unas barreras especiales que se utilizaban para impedir el paso de conejos, una plaga en Australia, lo que causó problemas notables.
Los agricultores transmitieron sus preocupaciones sobre las aves, que devastaban sus cultivos, y se destinó una delegación de antiguos soldados para reunirse con el Ministro de Defensa, George Pearce. Habiendo servido en la Primera Guerra Mundial, los colonos eran conscientes de la efectividad de las ametralladoras y solicitaron su despliegue. El ministro estuvo de acuerdo, aunque con condiciones: las armas debían ser utilizadas por el personal militar, y el transporte de tropas se financiaría mediante el gobierno de Australia Occidental, y los agricultores proporcionarían comida, alojamiento y pago por las municiones. Pearce también apoyó el despliegue con el argumento de que las aves serían una buena práctica de tiro para los soldados, aunque también se ha argumentado que algunos políticos del gobierno veían esta operación como un incentivo propagandístico hacia los desolados agricultores de Australia Occidental; por esta razón, se envió también un director de fotografía de la Fox Movietone.

## Desarrollo
La participación militar debía comenzar en octubre de 1932. La «guerra» se llevó a cabo bajo el mando del mayor Gwynydd Purves Wynne-Aubrey Meredith de la 7.ª Batería Pesada de la Real Artillería Australiana, con Meredith liderando a un par de soldados armados con dos ametralladoras Lewis y diez mil cartuchos. La operación se retrasó, sin embargo, por un período de lluvia que causó que los emús se dispersasen sobre un área más amplia. La lluvia cesó el 2 de noviembre de 1932, momento en el que las tropas fueron desplegadas con órdenes de ayudar a los agricultores y, según el relato de un periódico, para recolectar cien pieles de emú con el objetivo de usar sus plumas para hacer sombreros de los jinetes ligeros del ejército. A la expedición también se unieron tres jóvenes de Pickering Brook que decidieron involucrarse al oír de la operación, los hermanos Vic y Bert Francias, y su amigo Ray Owen, que viajaron hasta Campion en un camión Chevy.

### Primer intento

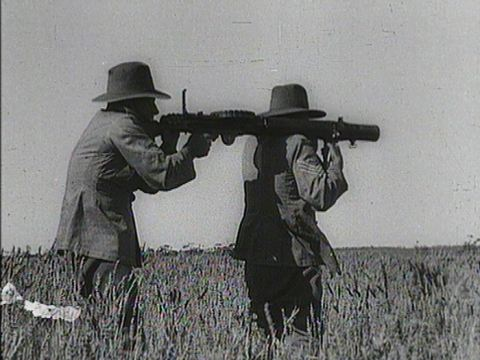
Soldados australianos apuntando una ametralladora Lewis.

El 2 de noviembre los hombres se dirigieron a Campion, donde se detectaron aproximadamente cincuenta emús. El mayor reunió a dos hombres del pelotón, el sargento S. McMurray y el artillero J. O'Halloran, para atacar a los objetivos. Como las aves estaban fuera del alcance de las armas, los colonos locales trataron de atraer a los emúes a una emboscada, pero los pájaros se dividieron en pequeños grupos y corrieron de modo que resultó imposible acertarles. Sin embargo, ya que las primeras ráfagas de la ametralladoras fueron ineficaces debido a la lejanía, una segunda serie de disparos fue capaz de matar un número pequeño de aves. Más tarde, el mismo día, se encontró una pequeña bandada, y cerca de una docena de aves fueron abatidas.
El próximo evento significativo fue el 4 de noviembre. Meredith había establecido una emboscada cerca de una represa local, y más de mil emús fueron vistos dirigiéndose hacia su posición. Esta vez los artilleros esperaron hasta que los pájaros estuvieron muy cerca antes de abrir el fuego. Sin embargo, la ametralladora se atascó después de que acertaran doce aves, y el resto se dispersó antes de que los hombres consiguieran infligir más bajas. No se avistaron más aves ese día.
En los días que siguieron, Meredith eligió moverse más al sur donde las aves fueron reportadas como bastante mansas, pero solo hubo un éxito limitado a pesar de sus esfuerzos. En un momento, Meredith fue tan lejos como para montar una de las armas en un camión: un movimiento que resultó ser ineficaz, ya que el camión no era capaz de ganar en velocidad a las aves, y la persecución fue tan dura que el artillero no pudo efectuar un solo disparo. El 8 de noviembre, seis días después del primer combate, se habían disparado 2500 cartuchos. El número de aves muertas hasta el momento es incierto: se calcula que solo se abatieron cincuenta pájaros, pero otras fuentes varían entre doscientas y quinientas aves, la última cifra proporcionada por los colonos. El informe oficial de Meredith señaló que sus hombres no habían sufrido ninguna baja en combate.
El ornitólogo Dominic Serventy comentó que «era evidente que el mando emú había ordenado tácticas de guerrilla, y su abigarrado ejército pronto se dividió en innumerables unidades pequeñas que hicieron poco rentable el uso del equipo militar. Por lo tanto, una parte de la fuerza se vio obligada a retirarse del área de combate después de aproximadamente un mes».
El 8 de noviembre, miembros de la Cámara de Representantes de Australia discutieron la operación. Después de la cobertura negativa de los acontecimientos en los medios locales, que incluyó afirmaciones como que «solamente algunos» emús habían muerto, Pearce retiró el personal militar y las armas el 8 de noviembre. Después de esta prematura retirada, el mayor Meredith comparó a los emús con zulúes y con tanques y comentó sobre la notable movilidad de maniobras de los emús, incluso cuando estaban gravemente heridos.

### Segundo intento

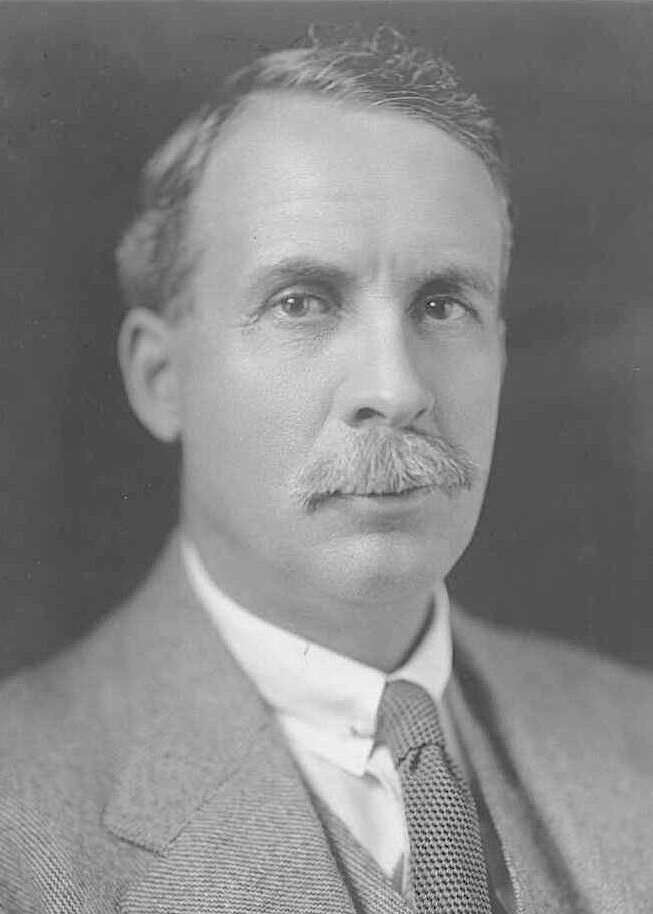
George Pearce, que ordenó a los militares atacar fue apodado más tarde como el «Ministro de la Guerra del Emú» por el senador James Dunn

Después de la retirada de los militares, los emús retomaron los ataques contra los cultivos. Los agricultores pidieron de nuevo apoyo, citando el clima caluroso y la sequía que provocaba que los emús invadieran granjas de una forma exagerada. James Mitchell, el primer ministro de Australia Occidental, prestó su fuerte apoyo a la renovación de la asistencia militar. Además, un informe del Comandante de la Base indicó que 300 emúes habían muerto en la operación inicial.
Atendiendo a las solicitudes y al informe del Comandante de la Base, el 12 de noviembre, el ministro de Defensa aprobó la reanudación de los esfuerzos militares. Defendió la decisión en el Senado, explicando por qué los soldados eran necesarios para combatir la grave amenaza agrícola de la gran población de emús. Aunque los militares habían acordado prestar las armas al gobierno de Australia Occidental con la expectativa de que proporcionarían a la gente necesaria, Meredith volvió a ser elegido como comandante de campo debido a una aparente falta de tiradores experimentados en el estado.
En el campo, el 13 de noviembre de 1932, los soldados encontraron un grado de éxito durante los dos primeros días, con aproximadamente cuarenta emús muertos. El tercer día, el 15 de noviembre, resultó ser mucho menos exitoso; pero el 2 de diciembre las armas contaron ya con aproximadamente cien emúes caídos por semana. Meredith fue apelado a retirarse el 10 de diciembre, y en su informe señaló 986 muertes mediante 9860 cartuchos, a un ritmo de exactamente diez cartuchos por baja confirmada. Además, Meredith afirmó que 2500 aves heridas habían muerto como resultado de las lesiones que habían sufrido.

## Consecuencias
A pesar de los problemas que conllevó la operación, los agricultores de la región solicitaron una vez más asistencia militar en 1934, 1943 y 1948, pero fueron obviados por el gobierno. En cambio, el sistema de recompensas que se había instigado en 1923 continuó, y resultó ser eficaz: 57 034 recompensas se reclamaron durante un período de seis meses en 1934. Se calcula que entre 1945 y 1960 se dio muerte a 285 000 emús, en un intento de reducir su población.
En diciembre de 1932, se había extendido la noticia de la Guerra del Emú, llegando al Reino Unido. Algunos conservacionistas británicos protestaron contra la matanza, criticándola como «una exterminación del emú». Dominic Serventy, el ornitólogo australiano, describió el sacrificio como «un intento de destrucción masiva de aves».